# Aitarun
Aitarun (üblich sind auch Aytaroun, Aitaroun, arabisch عيترون, DMG ʿAytarūn) ist ein Ort im Libanon, etwa 125 Kilometer von Beirut und zwei Kilometer nördlich der Grenze zu Israel und liegt im Distrikt Bint Dschubail. Der Ort ist eine der größeren Siedlungen im südlichen Libanon. Seine Bevölkerungszahl wurde 2002 auf etwa 20.000 geschätzt, die aktuelle Zahl liegt aber infolge des Zweiten Libanonkrieges niedriger.
Hauptquelle für den Lebensunterhalt der Familien ist die Landwirtschaft, die nahezu vollständig aus dem Anbau von Tabak besteht. Während der israelischen Besetzung von 1978 bis 2000 flossen auch Geldmittel durch Sold von in der Südlibanesischen Armee eingeschriebenen Soldaten und durch Lohnzahlungen für die Arbeit in Israel.
Der Ort besteht aus etwa 1300 Häusern, von denen viele alt sind und aus gebranntem Lehm bestehen. An das Elektrizitätsnetz wurde der Ort 1964 angeschlossen, die Telekommunikationsverbindungen sind jedoch beschränkt. Im Jahre 2005 wurde ein Knotenpunkt in Betrieb genommen, der die Verbindung mit dem libanesischen Telefonnetz ermöglicht. Während der israelischen Besetzung wurde der Ort durch Israel mit Trinkwasser versorgt, diese Versorgung wurde aber nach dem Abzug der Streitkräfte Israels im Jahre 2000 eingestellt. Die Hauptwasserquelle ist das Sammeln von Regenwasser in Zisternen.
In Aitarun gibt es zwei öffentliche und drei private Schulen. Die öffentlichen Grund- und Mittelschule werden von 250 Schülern besucht, deren Mehrzahl Mädchen sind. Die private Grundschule und die beiden privaten Mittelschulen bilden etwa 570 Schüler. Das Ministerium für soziale Fragen betreibt ein Gesundheitszentrum. Im Jahre 1961 war ein Stadtrat konstituiert worden, der aber aufgrund der politischen und militärischen Gegebenheiten aufgelöst wurde. Derzeit wird der Ort durch ein Komitee geleitet.
Während des Zweiten Libanonkrieges im Jahre 2006 wurden bei israelischen Luftangriffen in dem Ort 41 Bewohner getötet, wobei der Angriff am 16. Juli, dem 20 Familienangehöriger zweier Familien zum Opfer fielen – darunter waren acht Kanadier libanesischer Herkunft – zu den von der internationalen Presse am meisten beachteten Einzelereignissen gehörte. Im Verlauf der Kämpfe waren auch eine Reihe von Zivilisten verletzt worden.